# Margarita Templat
Margarita Templat (1575 - Año desconocido) fue una mujer catalana acusada de brujería.

## Biografía
Fue una de las muchas mujeres acusadas de brujería en el primer cuarto del siglo XVII, concretamente entre los años 1618-1622, momento de máxima efervescencia de la persecución. La delicada situación económica y social por la que pasaba Cataluña necesitaba un chivo expiatorio que explicara la pertinaz sequía, las inundaciones, las desastrosas cosechas o las epidemias que azotaban la población. El colectivo sobre el cual recayó la culpabilidad era el de las mujeres mayores, generalmente viudas, con algún defecto físico y curanderas.
Margarita tenía 45 años cuando fue detenida y fue la principal inculpada en el juicio del Esquirol, donde fueron encausadas también Elisabet Fàbregues (“Farrera Vieja”), Margarita Portús (“Parolera”) y su hija Ángela Parolera. Joan Sorribes las denunció por brujería. El proceso, bajo la jurisdicción de Francesc de Montcada, señor del Cabrerés, empieza el 1 de marzo de 1619 y se le acusa de haber hecho enfermar una niña produciéndole bocios en el cuello, de hacer caer piedras y de tener relaciones sexuales con el demonio. De las declaraciones del juicio se deduce que fue trasladada a Vic y que allí la hicieron desnudar para ver si tenía alguna marca física que indicara su condición de bruja. Esta marca era normalmente una señal parecida a una pata de gallo que aparecía en la espalda. Durante el camino hacia la capital de Osona aparecieron varios animales que los testigos asociaron con manifestaciones diabólicas. El juicio quedó terminado el 3 de diciembre de 1620. Su marido denunció irregularidades en el proceso, falta de imparcialidad en los jueces y carencia de fiabilidad de algunos testigos, entre ellos los de los hermanos Puigdauret, que habían declarado movidos por envidias vecinales. El proceso finalizó definitivamente el 21 de abril de 1621 sin ninguna condena.